# Серачини, Маурицио
Маури́цио Серачи́ни (итал. Maurizio Seracini; род. 16 декабря 1946, Флоренция, Италия) — итальянский биоинженер, исследователь творчества Леонардо да Винчи, занимавшийся поиском фрески «Битва при Ангиари».

## Биография
В 1973 году окончил Калифорнийский университет в Сан-Диего, получил степень бакалавра естественных наук в области биоинженерии. В перерывах между учёбой он занимался изучением истории искусств. Особенно его интересовало творчество Леонардо да Винчи. По иронии судьбы, в Сан-Диего проживал один из самых авторитетных исследователей жизни да Винчи — Карло Педретти. Именно это совпадение перевернуло всю жизнь Серачини — он стал ходить ещё и на лекции по истории искусств.
Воодушевлённый поддержкой Педретти, Серачини возвращается во Флоренцию полный великих планов. Один из них — при помощи науки найти фреску «Битва при Ангиари», до того момента считавшуюся утерянной.
В 1977 году создал первую в Италии фирму «Diagnostic Center for Cultural Heritage», занимающуюся диагностикой и мягким анализом произведений искусства и архитектуры.

## Битва при Ангиари
В 1504 году правительство Флоренции поручило двум гениям — Микеланджело и Леонардо да Винчи — расписать стену «зала пятисот» в Палаццо Веккьо. Микеланджело не прошёл дальше наброска, так как был вызван папой Римским и немедленно отправился в Рим. Леонардо же, задумавший грандиозный триптих, успел создать центральную часть. По легенде, фреска уже к 1563 году находилась в ужасном состоянии. Именно поэтому Джорджо Вазари реконструировал «зал пятисот» и написал шесть новых сцен. До Серачини, искусствоведы не считали возможным найти фреску Леонардо. Маурицио предположил, что Вазари (который не скрывал восхищения перед работами Леонардо) не уничтожил работу да Винчи, а скрыл от посторонних глаз, так как в тот период к власти пришла династия Медичи, возжелавшие увидеть свои победы на стенах зала.

### Начало работы
Не было точно известно, на каком месте находилась «Битва». Задача осложнялась тем, что Вазари полностью реконструировал зал. Учёный знал, что при реконструкции была соблюдена концепция зала — две длинные (западная и восточная) стены, и две коротких (северная и южная). Последние стены исследователь исключил сразу из-за того, что они не смогли бы вместить на себе две столь огромные работы. Оставались западная и восточная стены размерами 60×17 м, но встал вопрос — откуда начинать поиски, и почему именно там?
Маурицио Серачини предположил, что до перестройки на стенах были дверные и оконные проёмы. Зная их месторасположение, можно было сузить место поиска. Для того, чтобы узнать первоначальный план «зала пятисот», учёный обратился к архивам Флоренции. На удивление, там не было информации о первоначальной планировке зала, а максимум, что он нашёл, был фундамент Палаццо Веккьо.

### Дальнейшая работа
Следующим этапом стало изучение при помощи технологий. Он стал переделывать уже существовавшие приборы под свои цели. Так Серачини использовал аппарат, помогавший ему (во время сотрудничества с полицией) выявлять тайники с наркотиками и оружием.
В 1970-м году, чтобы найти дверные и оконные проёмы, он использовал термографию зала, но первые снимки были нечёткими и на них ничего невозможно было разобрать. Поэтому он стал по сантиметру рассматривать фреску Вазари. Под самым потолком он обнаружил воина со знаменем, а на знамени дюймовыми буквами было написано «CERCA TROVA», что означает в переводе «дерзай и найдёшь». Удивительно, но за многие века никто не увидел её (пусть даже и на высоте 18 метров). Это, возможно, была подсказка. Но встал очередной вопрос — кто это написал? Вазари или мистификатор? Серачини взялся это проверить.
Исследователь добился разрешения на взятие краски с надписи. Если надпись была сделана после Вазари, даже через год и меньше, должен был быть слой пыли между зелёной и белой красками. Но этого слоя не оказалось.
В 1843 году, в церкви Санта Мария Новелла, за алтарной стеной, была обнаружена фреска «Троица» кисти Мазаччо. В последний раз церковь была перестроена в XVI веке. Архитектором (!) был Джорджо Вазари. Значит, если он сохранил фреску Мазаччо, то как он мог не сохранить фреску своего кумира? А если так, то «CERCA TROVA» является подсказкой.
Серачини предположил, что Вазари мог наложить слой штукатурки поверх фрески Леонардо. Серачини взял ультразвуковую установку, чтобы обнаружить новый слой штукатурки. Наконец-то, второй слой был найден! Как раз напротив надписи «CERCA TROVA»! Это было феноменально! Но как раз в этот момент, деньги на исследование закончились.
В 1987 году Маурицио Серачини поехал в Милан, чтобы ознакомиться с результатами реставрации «Тайной вечери». По возвращении во Флоренцию он пришёл в ужас — с фрески Вазари было снято четыре квадратных метра краски и именно там, где учёный обнаружил второй слой штукатурки. Там ничего не было. Оказалось, что художник просто исправил неровности стены этими двумя слоями. После этого инцидента он опасался, что никто не решится финансировать его работу, а ещё хуже, что он ощущал потерю уважения среди искусствоведов.

### Возобновление работы
Напомним, что Леонардо любил экспериментировать с красками и, по легенде, «Битва при Ангиари» являлась очередным неудачным экспериментом. Но Серачини считал по-другому.
Наконец, в 2000 году власти Флоренции предоставили ему возможность продолжить поиски «Битвы при Ангиари». На этот раз у него были технические средства, создававшиеся и модифицировавшиеся на протяжении последних двадцати лет. Финансировать его работу согласился филантроп Лоял Гиннесс. К сожалению, за тридцать пять лет найдена была всего лишь надпись «CERCA TROVA». Для начала надо было узнать — где же всё-таки располагалась фреска? При помощи усовершенствованной термографической камеры Серачини обнаружил, что высота зала была на семь метров меньше, на западной стене располагались четыре окна и дверь, а на восточной — два окна и дверь. И всё равно площадь поиска оставалась слишком большой. В поисках новых идей он обратился к архивам галереи Уффици, чтобы исследовать рисунок XVI века — копию «Битвы». К огромнейшему удивлению Серачини и его коллег, они разглядели под инфракрасными лучами дату написания рисунка — 1553 год. Это перевернуло всё, ведь раньше считалось, что там уже ничего не оставалось к тому времени (а это за десять лет до реконструкции зала), а тут полноценная копия с мельчайшими деталями! Значит, «Битва при Ангиари» могла сохраниться! Вновь судьба подготовила учёному очередной подарок — он знакомится с Репом Хэтфилдом, который по крупицам собирал информацию о фреске да Винчи. Объединив усилия, они установили, что «Битва» находилась «над скамьёй двенадцати добрых мужей». Во время Леонардо по правую и левую руку от трибуны и президиума восседали двенадцать и, соответственно, шестнадцать добрых мужей. Их скамьи стояли вдоль стены. Вдоль западной стены они не могли располагаться, так как там располагалось четыре окна. А на противоположной — восточной — стене как раз могла располагаться трибуна. Но с какой стороны располагалась скамья «двенадцати добрых мужей»? Хэтфилд нашёл в архивах, что человек, вошедший в западную дверь, проходил (по пути к трибуне) «скамью шестнадцати добрых мужей». Соответственно, «скамья двенадцати добрых мужей» располагалась слева от трибуны. Выходит, что фреска Леонардо располагалась прямо под надписью «CERCA TROVA». Но как она спрятана? Там же нет второго слоя штукатурки! Вазари мог спасти фреску, только возведя перед ней вторую стену. Тут Маурицио вспомнил о приборе, который он использовал при работе с полицией. Этот прибор определяет наличие пустот: синий цвет — плотная поверхность, красная — пустота. Он направил лучи радара на место, где, возможно, располагается фреска да Винчи. Сначала — синяя полоса, но затем — яркая красная полоска. Именно в том месте, где Леонардо написал «Битву при Ангиари», была пустота в два-три сантиметра. Оставалось только проделать маленькое отверстие во фреске Вазари, но финансирование закончилось, а о продолжении работ Серачини не договорился. Но вскоре, в конце 2011 года, власти Флоренции и Серачини договорились о продолжении работ и результат не заставил себя ждать — 13 марта 2012 года было сделано сенсационное открытие: следы «Битвы при Ангиари» найдены! Проделав шесть маленьких отверстий во фреске Вазари, Маурицио подтвердил свою теорию, что была построена фальш-стена и, взяв пробы краски с фрески, обнаруженной под этой фальш-стеной, было доказано, что это фреска или остатки фрески Леонардо. Лак, покрывавший фреску, был идентичен лаку, который использовал в своих работах только да Винчи. Также проба краски показала, что химический состав пигментов краски является идентичным краске, которой пользовался Леонардо при написании «Моны Лизы». Серачини делает вывод, что Вазари не изобрел историю о плохом состоянии фрески, и она действительно осыпалась со временем. Следы этого им удалось увидеть, но к самой фреске подобраться они не могли: у команды не было разрешения сверлить в тех местах, где, по их предположению, находится фреска.

## Интересные факты
- Маурицио Серачини является единственным настоящим персонажем книги Дэна Брауна Код да Винчи.
- О работе Серачини были сняты два документальных фильма «Тайны шедевров Леонардо» (2006 год) и «В поисках да Винчи» (2012).